# 斯调国
斯调国，南海古国。东汉杨孚《异物志》：
斯调国有火州，在南海中。其上有野火，春夏自生，秋冬自死。有木生于其中而不消也，枝皮更活，秋冬火死则皆枯。其风俗常冬采其皮以为不，色小青黑。

《異物志》又记载
木有摩廚﹐生自斯調﹐厥汁肥潤﹐其澤如膏。馨香馥郁，可以煎熬。彼州之人，以为嘉肴。

《南州异物志》：
斯调，海中洲名也，在歌营东南可三千里。上有王国，城市街巷，土地沃美。又“斯调国，又有中洲焉。春夏生火，秋冬死。有木生於火中，秋冬枯死，以皮为布。

《康泰吴时外国传》：
斯调洲湾中，有自然盐，累如细石子，国人取之，一车输王，余自入。斯调国王作白珠帐，金床，上天竺佛精舍。天竺王见珠美好，意欲留焉，臣下湅而止。

有学者认为斯调国是私呵调的简称，指斯里兰卡的古名。美籍德国汉学家贝特霍尔德·劳费尔认为斯调国为叶调之误，就是爪哇国，因为“摩厨”是爪哇国出产的果实maja 的对于音，其中苦的一种maja称为 maja pahit,即满者伯夷， 費瑯、伯希和、许云樵从其说。